# فوجی‌نومیا، شیزوئوکا
فوجی‌نومیا در استان شیزوئوکا در کشور ژاپن واقع شده‌است که دارای جمعیت ۱۲۲٬۱۲۲ نفر و مساحت ۳۱۴٫۸۱ کیلومتر مربع با تراکم جمعیت ۳۸۸ نفر در کیلومترمربع است و در تاریخ ۱ ژوئن ۱۹۴۲ به عنوان شهر شناخته شد.

## نگارخانه

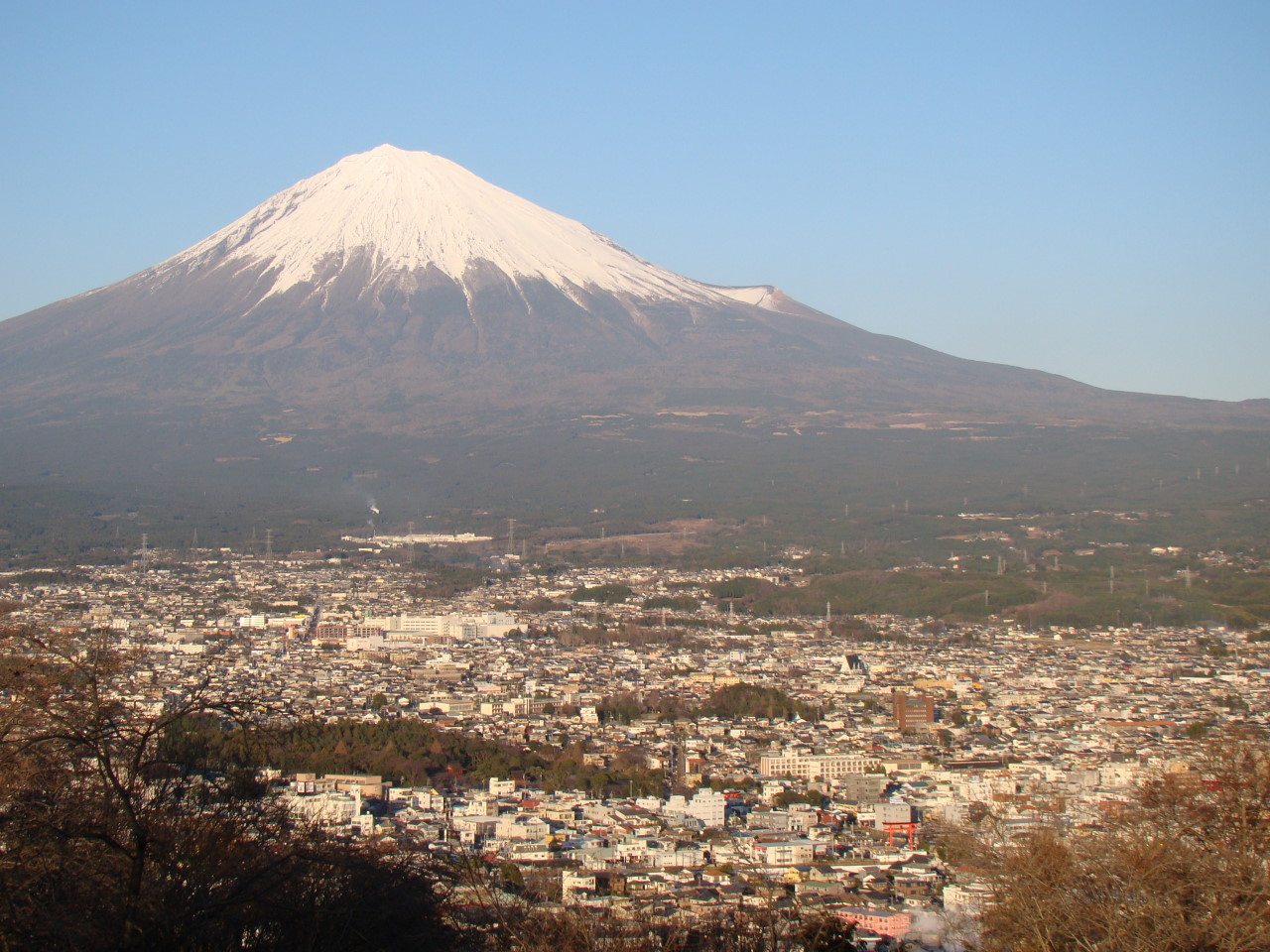
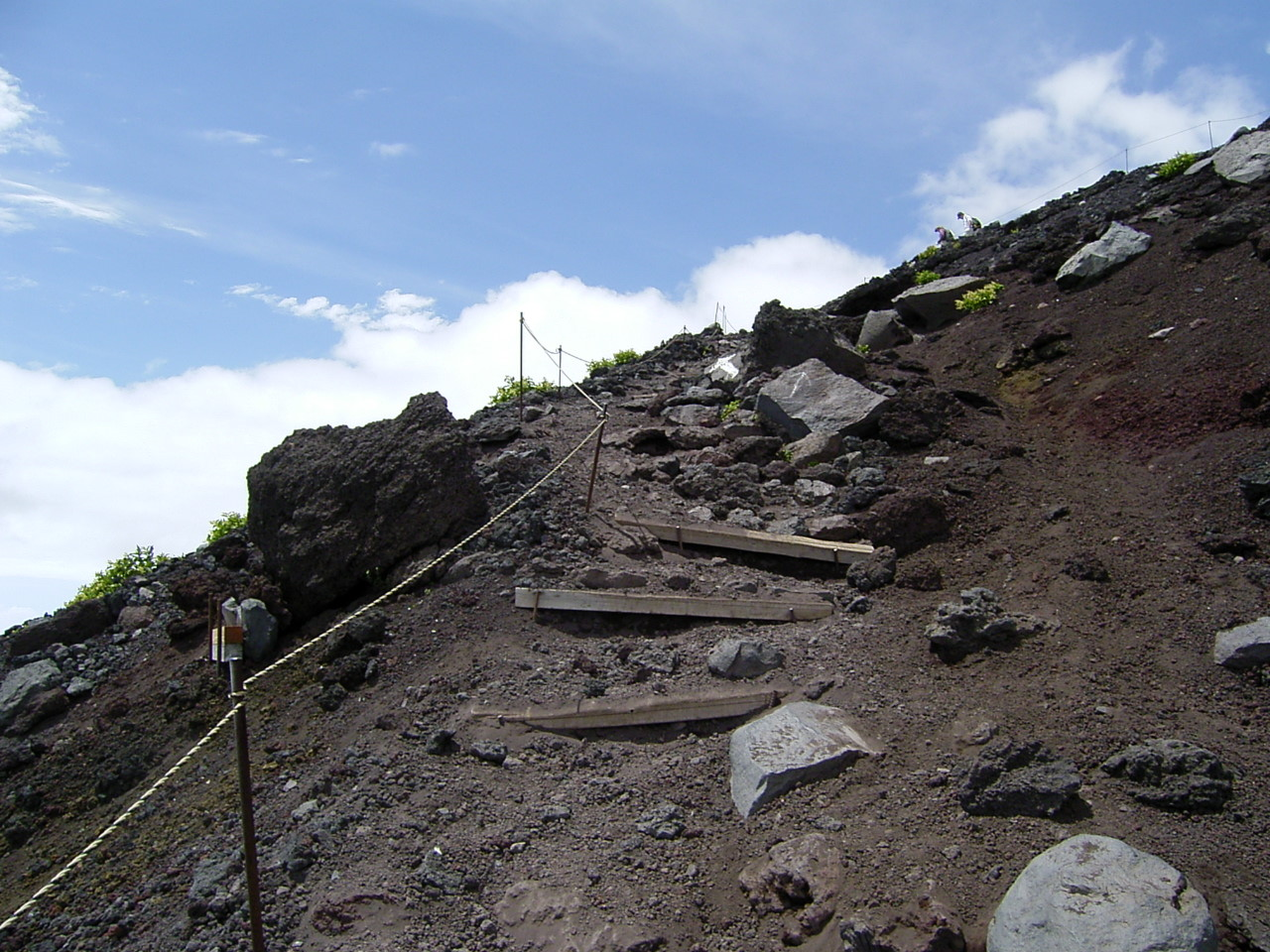
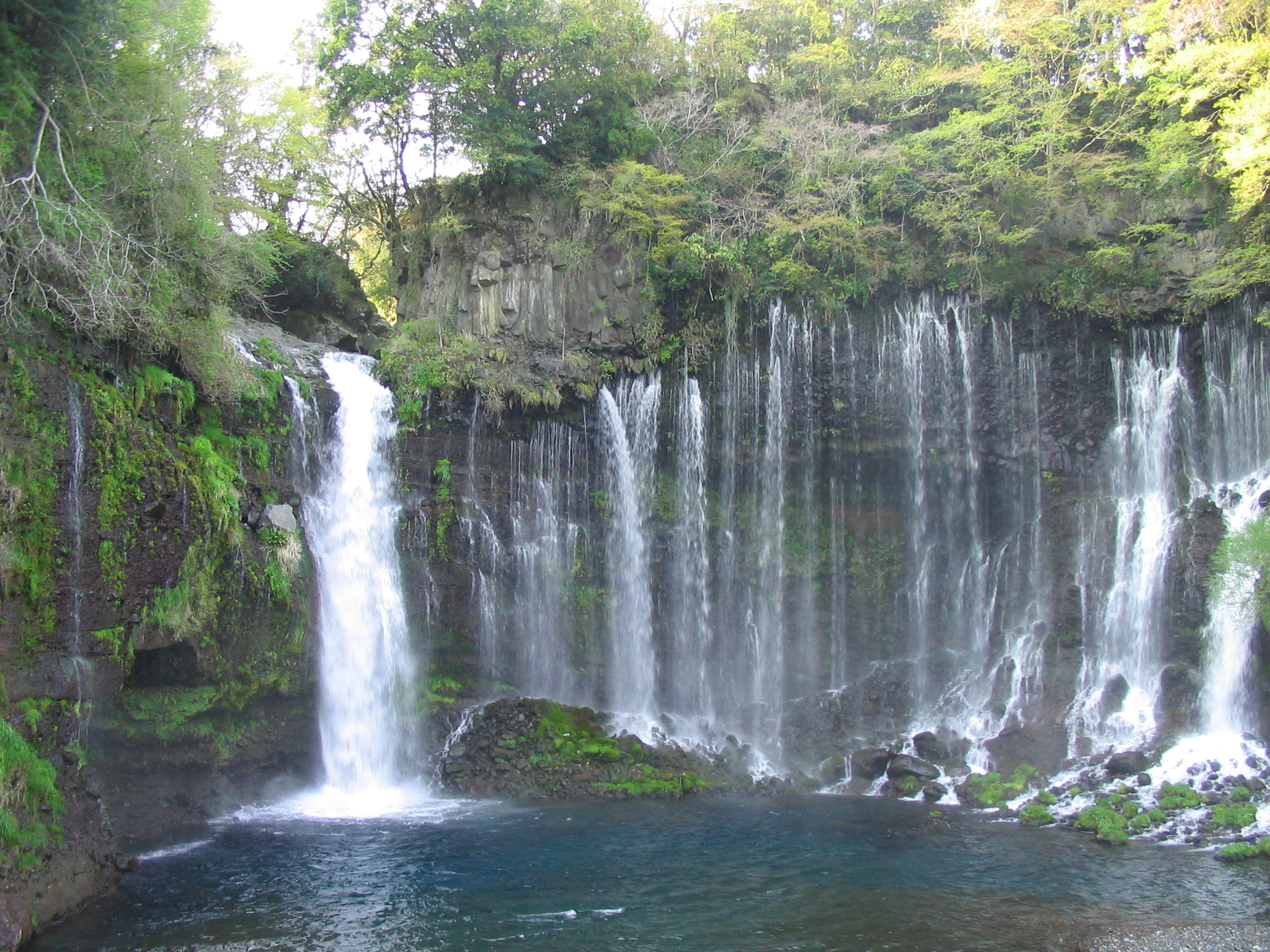
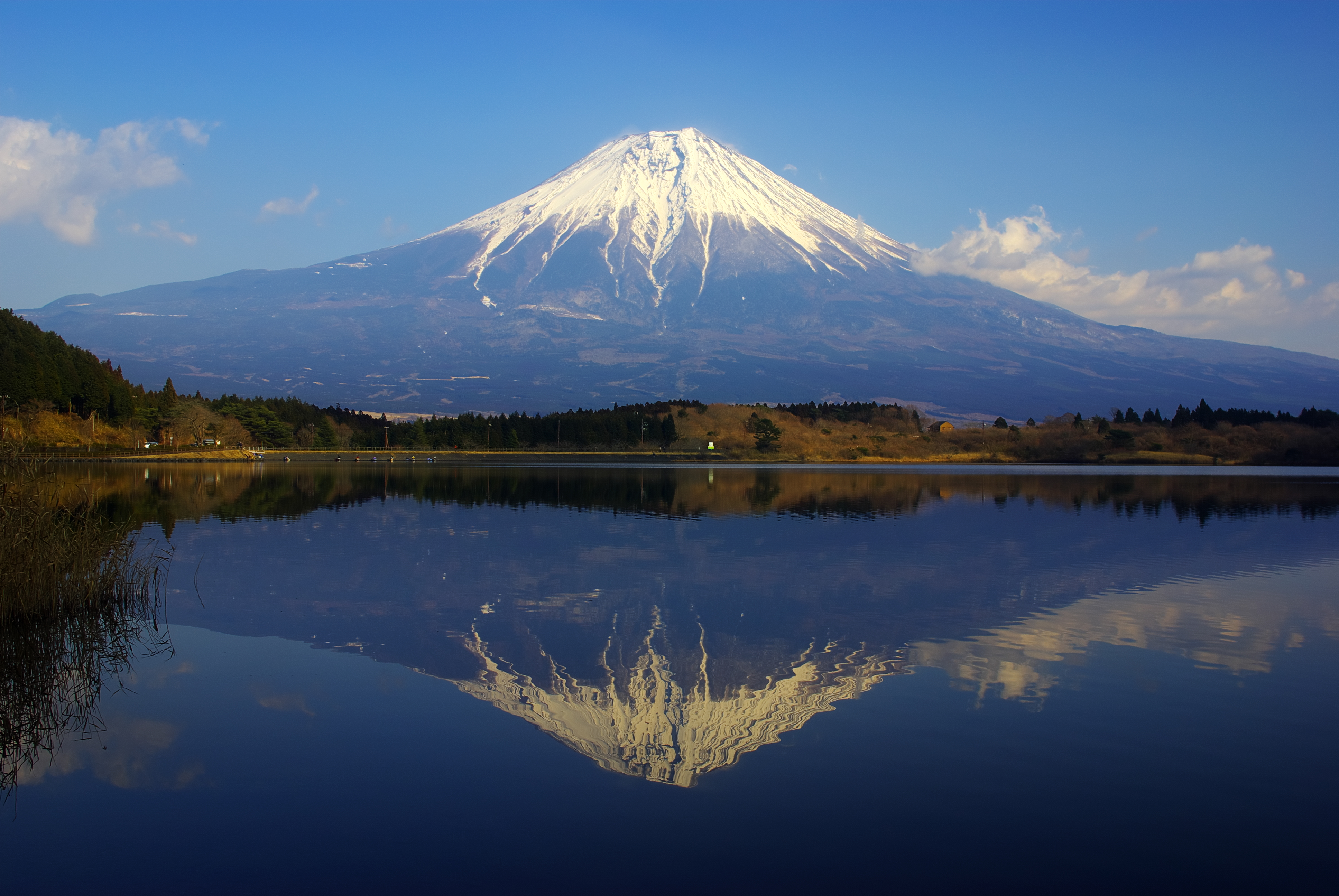
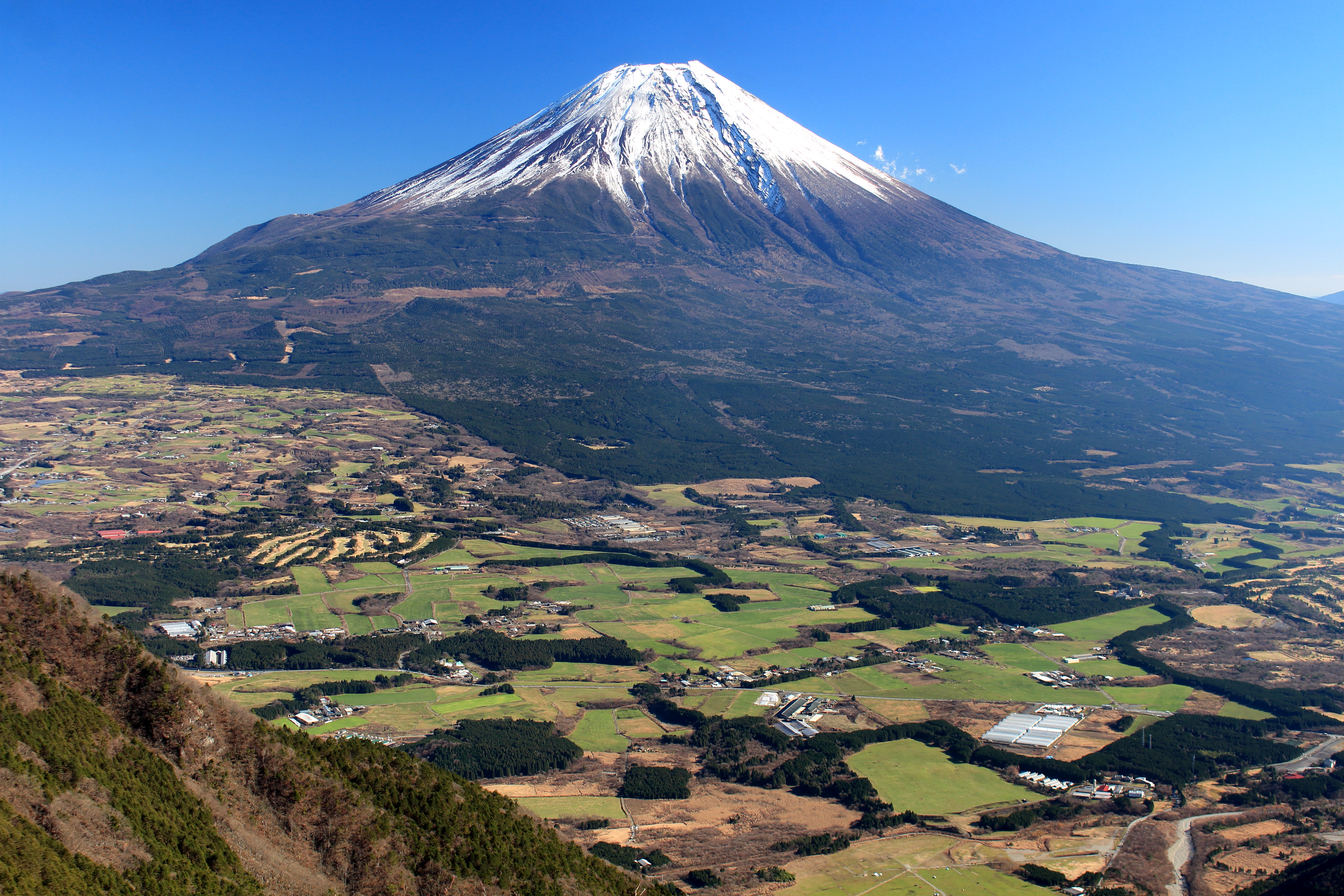
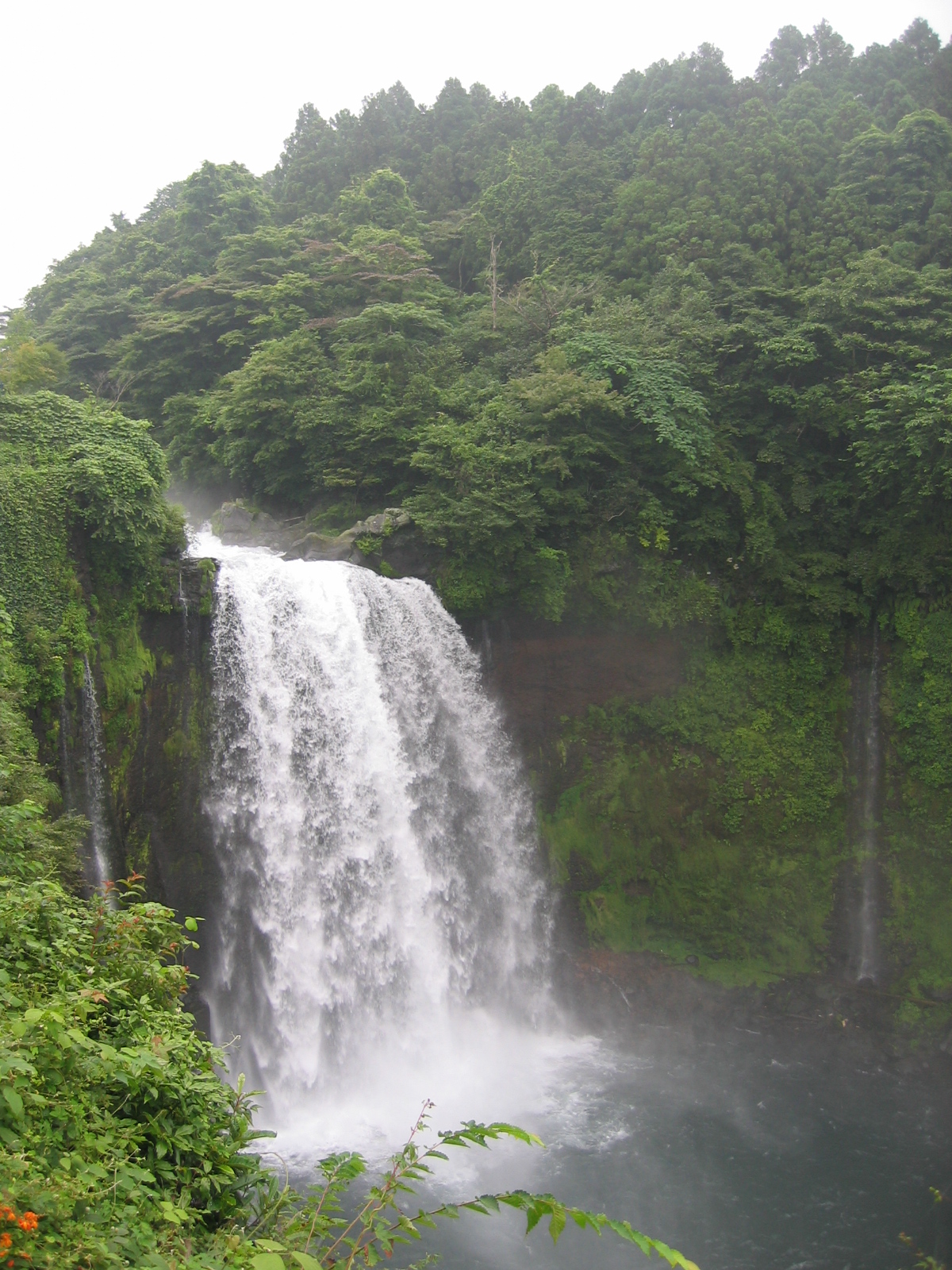
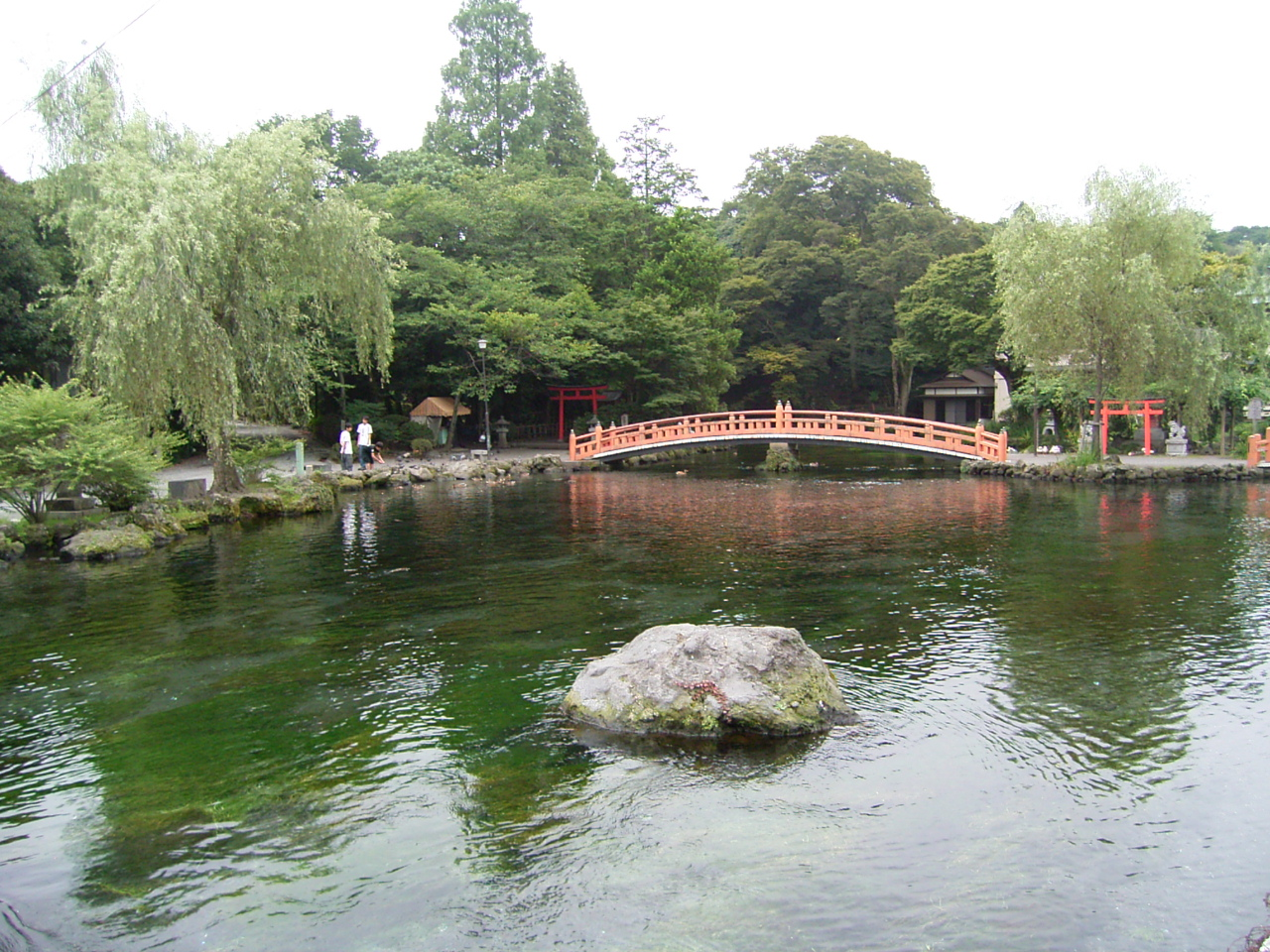
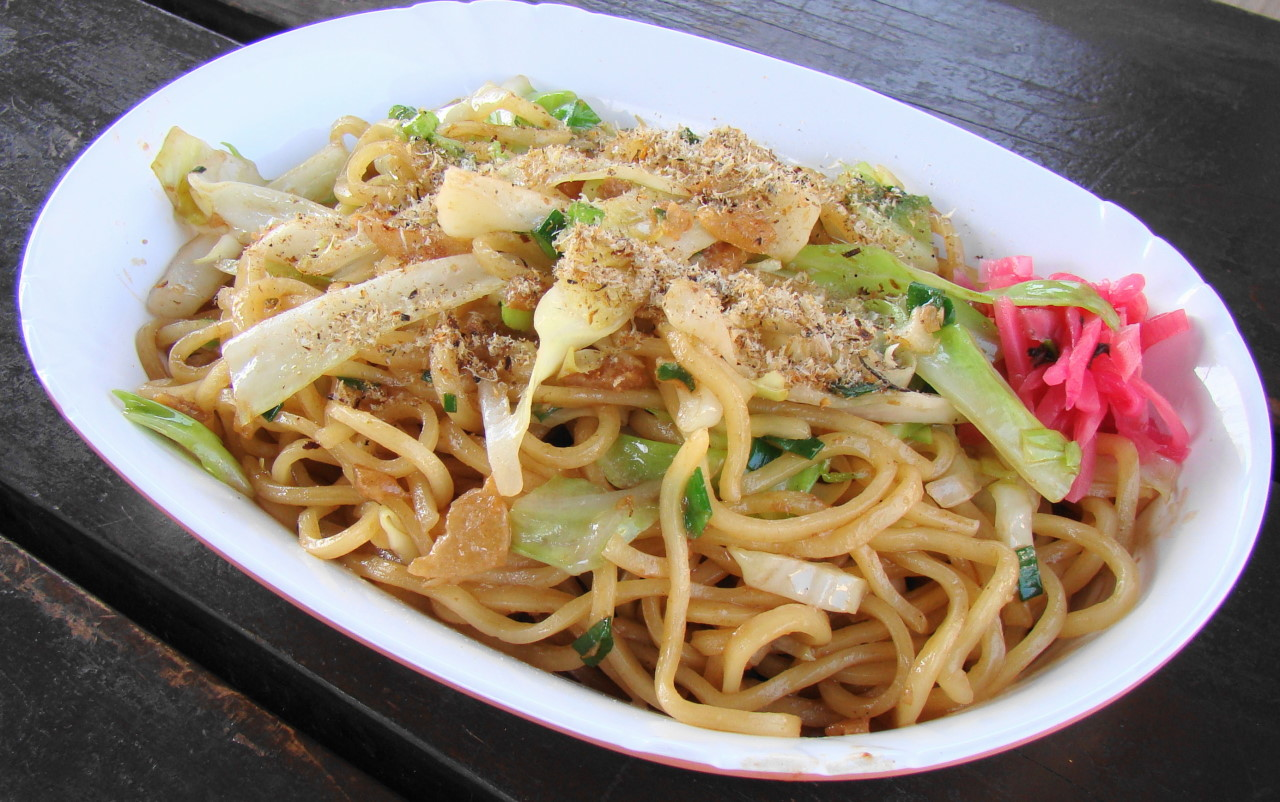